# David Burke (botaniste)
Pour les articles homonymes, voir David Burke (homonymie) et Burke.
David Burke, né dans le Kent  en 1854 et mort le 11 avril 1897, est un collecteur de plantes anglais qui fut envoyé par la maison James Veitch & Sons rapporter des plantes de Guyane britannique, de Birmanie et de Colombie. Par la suite, Burke devint plutôt excentrique, préférant les privations loin de son Angleterre natale.

## Collecteur de plantes

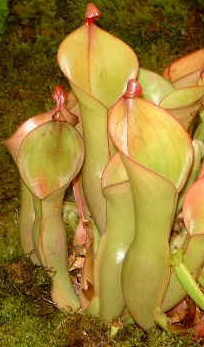
Heliamphora nutans

Burke rejoint en tant que jardinier la pépinière de Veitch située à Chelsea. En 1880, il est chargé par Harry Veitch d'accompagner Charles Curtis en expédition à Bornéo, notamment pour rapporter des spécimens de Nepenthes northiana; la quête s'avère infructueuse, mais les deux hommes découvrent beaucoup d'autres espèces, dont des plantes pour serres, des palmiers et des orchidées. Burke retourne en Angleterre avec ses découvertes dont un grand nombre de Cypripedioideae, Paphiopedilum stonei et P. lowii, ainsi que des vandas, rhododendrons, et le magnifique Leea amabilis,.

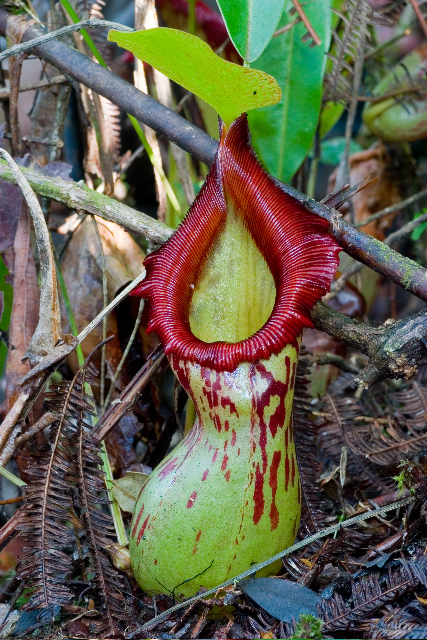
Nepenthes burkei

En 1881, Burke est envoyé en Guyane britannique, où il redécouvre la plante insectivore Heliamphora nutans, que l'on avait pas revue depuis sa découverte au Mont Roraima par les frères Robert et Richard Schomburgk en 1839 et qui avait été introduite en Angleterre. Parmi les orchidées, Burke introduit de Guyane britannique en Angleterre la rare Zygopetalum burkei (qui lui est dédiée) et Phragmipedium lindleyanum ; il rapporte aussi Amasonia punicea.
Deux ans plus tard, Burke part pour les Philippines afin de rechercher des plantes du genre  Phalaenopsis; dont il rapporte Phalaenopsis mariae (découvert par Burbidge à l'archipel Sulu en 1878), que Burke localise dans les collines de la côte sud-est de l'île de Mindanao. À Mindanao, il découvre aussi Phaius philippinensis sur les pentes des collines à trois ou quatre mille pieds d'altitude. C'est la première espèce du genre Phaius à avoir été découverte aux Philippines.
Aux Philippines, il fait la découverte de  Nepenthes burkei, qui lui est dédié, et Dendrobium taurinum, trouvé à Ambon.
Par la suite, il visite la Nouvelle-Guinée (deux fois), dont il introduit Cirrhopetalum robustum et Coelogyne veitchii et se rend en Birmanie chercher des orchidées. De 1894 à 1896, il effectue trois voyages en Colombie pour rapporter des spécimens de Cattleya mendelii, C. schroedera, C. trianae et Odontoglossum crispum.. De son dernier voyage, il introduit Marattia burkei, bien que ses notes ne fassent pas mention des localités.

## Mort
En 1896, après un court séjour en Angleterre, il embarque pour son ultime voyage aux Célèbes et aux Moluques. Il déclare avant son départ : « Je suis sur le point de partir encore et si je prépare un bon repas pour quelqu'un j'espère lui donner entière satisfaction ». Le 11 avril 1897, il meurt à Ambon. Les circonstances de sa mort sont rapportées en Angleterre par un voyageur de commerce allemand.
D'après l' Hortus Veitchii, « Ce voyageur (Burke) a parcouru une grande partie de la surface de la terre couvrant des milliers de lieues à la recherche de plantes qu'aucun autre collecteur de la maison Veitch, excepté peut-être les frères William et Thomas Lobb, n'en eut rapporté ». Dans sa biographie de la famille Veitch, Sue Shephard décrit Burke comme le collecteur d'orchidées de Harry Veitch « le plus étrange, le plus aventureux et celui qui le servit le plus longtemps ».